# Johnny Pearson
Pour les articles homonymes, voir Pearson.
John Valmore Pearson (né le 18 juin 1925 et mort le 20 mars 2011), connu sous le nom de Johnny Pearson, est un compositeur britannique, chef d'orchestre et pianiste. Il dirigea l'orchestre de Top of the Pops durant seize années.